# ریمند (نبراسکا)
ریمند(به انگلیسی: Raymond) شهری در ایالت نبراسکا کشور ایالات متحده آمریکا است که جمعیت آن در سرشماری سال ۲۰۱۰ میلادی، ۱۶۷ نفر بوده‌است.